# Wiet
Pour les articles homonymes, voir Wiet (homonymie).
Wiet est le nom d'une famille d'origine écossaise qui a donné une dynastie de jeunes de langues, de drogmans, de consuls et de diplomates. Ses membres ont servi essentiellement la France.
Ses services à la diplomatie française sont, avec ceux des Fornetti, parmi les plus longs de l'histoire de la diplomatie française en Orient, près de quatre siècles.

## Famille Wiet

### Membres de la famille Wiet ayant exercé des fonctions consulaires ou diplomatiques
- M. Wiet, né en Grande-Bretagne, consul général en Syrie et Palestine au XVIIe siècle[3]
- Henry Wiet (1675-1728), fils du précédent, consul à Chypre[3], arrivé en France avec son père, lui-même accompagnant Jacques II Stuart et sa cour, accueillis en France par Louis XIV. En 1686, il est choisi par le Roi, avec 5 autres enfants, pour aller étudier à l'école de jeunes de langues de Constantinople. Il fut naturalisé Français[4].
- Joseph François Wiet (1717-1793), fils du précédent, drogman et chancelier à Alexandrie, Égypte[5]
- Joseph Marie Etienne Wiet (1773-1834), fils du précédent, drogman à Andrinople, Salonique et Alep[5],[6]
- Émile Joseph Marie Wiet (1818-1881); fils du précédent, consul à Mogador, Bahia, Cap-Haïtien, Port-au-Prince, Tunis, Mossoul, Janina, Scutari, Salonique, Corfou, Tripoli de Barbarie, Palerme[6]
- Edouard Joseph Théophane Wiet (1822-1863) fils de Joseph Marie Etienne Wiet, jeune de langues, drogman, consul à Salonique, Erzeroum, Bagdad, en Bosnie, à Scutari, chevalier de la Légion d’honneur[6],[7]
- Gaston Émile Henry Édouard Sextius Wiet (1846-1900), fils d’Émile Joseph Marie Wiet, drogman et consul à Mossoul, Galatz, chevalier de la Légion d’honneur[8],[7]
- Émile Joseph Emmanuel Wiet (1855-1912), fils d’Émile Joseph Marie Wiet, consul à Las Palmas, chevalier de la Légion d’honneur [7]
- Louis Wiet ( ?-1873), jeune de langues en 1873[6]
- Ferdinand Lionel Marie Joseph Wiet (1872-1943), fils d’Émile Joseph Marie Wiet, drogman, consul puis ministre plénipotentiaire à Alep, Marache, Mossoul, Tripoli, Constantinople, Jérusalem, Beyrouth, Bagdad, Trébizonde, officier de la Légion d’honneur[6],[7]
- François Wiet, consul général puis ministre plénipotentiaire à Port-au-Prince[9]
- Jean Jacques André Wiet (né en 1952), consul général à Djeddah, Marrakech, Alger, officier de l’ordre du mérite, chevalier de la Légion d’honneur[10]

### Autres membres de la famille Wiet
- Gaston Louis Marie Joseph Wiet (1887-1971), fils de Maxime Emmanuel Marie Joseph Wiet et petit-fils d’Émile Joseph Marie Wiet, orientaliste, directeur du musée d'art arabe du Caire, résistant
- Lionel Alphonse Augustin Joseph Marie Wiet (1899-1962), fils de Ferdinand Lionel Marie Joseph Wiet, directeur du Théâtre de l'Avenue à Paris sous l’Occupation, présenté comme « un escroc mondain[11] » ainsi qu’un « faux marquis et vrai trafiquant de haut vol[12]. »

## Sources
- Marie de Testa & Antoine Gautier, Drogmans et diplomates européens auprès de la Porte ottomane, éditions ISIS, Istanbul, 2003, p. 190-195.
- Henri Cordier, Mélanges d'histoire et de géographie orientales, Tome 4, Jean Maisonneuve, Paris, 1914-1923
- Frédéric Hitzel, Istanbul et les langues orientales, INALCO & L’Harmattan, 1997